# Notre-Dame-de-l'Osier
Pour les articles homonymes, voir Notre-Dame.
Notre-Dame-de-l'Osier est une commune française située dans le département de l'Isère, en région Auvergne-Rhône-Alpes.
Autrefois simple hameau de la commune de Vinay, dénommé Les Plantés, la commune fait partie de la communauté de communes de  Saint-Marcellin Vercors Isère Communauté.

## Géographie

### Situation et description

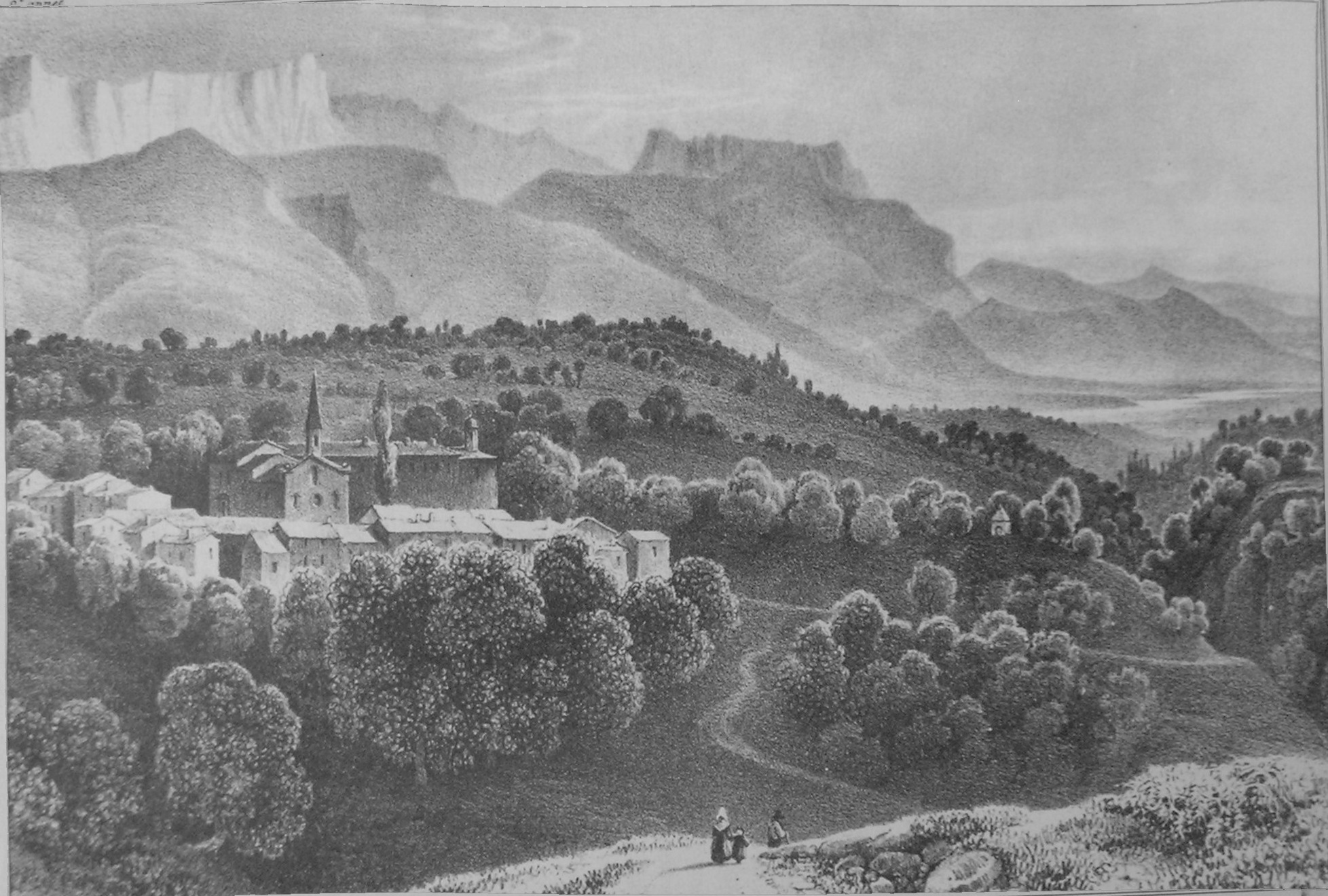
Le village au XIXe siècle illustré par Alexandre Debelle (1805-1897).

Face au massif du Vercors, sur l'une des collines qui bordent la rive droite de l'Isère, Notre-Dame-de-l'Osier est un petit village essentiellement fréquenté pour ses pèlerinages organisés le 15 août, le dimanche autour du 8 septembre, le 8 décembre.

### Communes limitrophes
Les communes limitrophes de Notre-Dame-de-l'Osier sont : Vatilieu, Chantesse, Vinay, Serre-Nerpol.

### Climat
Pour des articles plus généraux, voir Climat d'Auvergne-Rhône-Alpes et Climat de l'Isère.
En 2010, le climat de la commune est de type climat océanique altéré, selon une étude du Centre national de la recherche scientifique s'appuyant sur une série de données couvrant la période 1971-2000. En 2020, Météo-France publie une typologie des climats de la France métropolitaine dans laquelle la commune est exposée à un climat de montagne ou de marges de montagne et est dans la région climatique  Alpes du nord, caractérisée par une pluviométrie annuelle de 1 200 à 1 500 mm, irrégulièrement répartie en été. 
Pour la période 1971-2000, la température annuelle moyenne est de 10,9 °C, avec une amplitude thermique annuelle de 17,6 °C. Le cumul annuel moyen de précipitations est de 1 032 mm, avec 9,8 jours de précipitations en janvier et 6,5 jours en juillet. Pour la période 1991-2020, la température moyenne annuelle observée sur la station météorologique de Météo-France la plus proche, « Grenoble-Saint-Geoirs », sur la commune de Saint-Étienne-de-Saint-Geoirs à 11 km à vol d'oiseau, est de 11,5 °C et le cumul annuel moyen de précipitations est de 915,1 mm,. Pour l'avenir, les paramètres climatiques de la commune estimés pour 2050 selon différents scénarios d'émission de gaz à effet de serre sont consultables sur un site dédié publié par Météo-France en novembre 2022.

### Voies de communication
Le territoire communal est essentiellement traversé par la route département 201 (RD201).

## Urbanisme

### Typologie
Au 1er janvier 2024, Notre-Dame-de-l'Osier est catégorisée commune rurale à habitat dispersé, selon la nouvelle grille communale de densité à sept niveaux définie par l'Insee en 2022.
Elle est située hors unité urbaine. Par ailleurs la commune fait partie de l'aire d'attraction de Grenoble, dont elle est une commune de la couronne,. Cette aire, qui regroupe 204 communes, est catégorisée dans les aires de 700 000 habitants ou plus (hors Paris),.

### Occupation des sols
L'occupation des sols de la commune, telle qu'elle ressort de la base de données européenne d’occupation biophysique des sols Corine Land Cover (CLC), est marquée par l'importance des territoires agricoles (60,3 % en 2018), une proportion identique à celle de 1990 (60,3 %). La répartition détaillée en 2018 est la suivante : 
zones agricoles hétérogènes (42,2 %), forêts (39,7 %), cultures permanentes (9,2 %), prairies (8,8 %). L'évolution de l’occupation des sols de la commune et de ses infrastructures peut être observée sur les différentes représentations cartographiques du territoire : la carte de Cassini (XVIIIe siècle), la carte d'état-major (1820-1866) et les cartes ou photos aériennes de l'IGN pour la période actuelle (1950 à aujourd'hui).

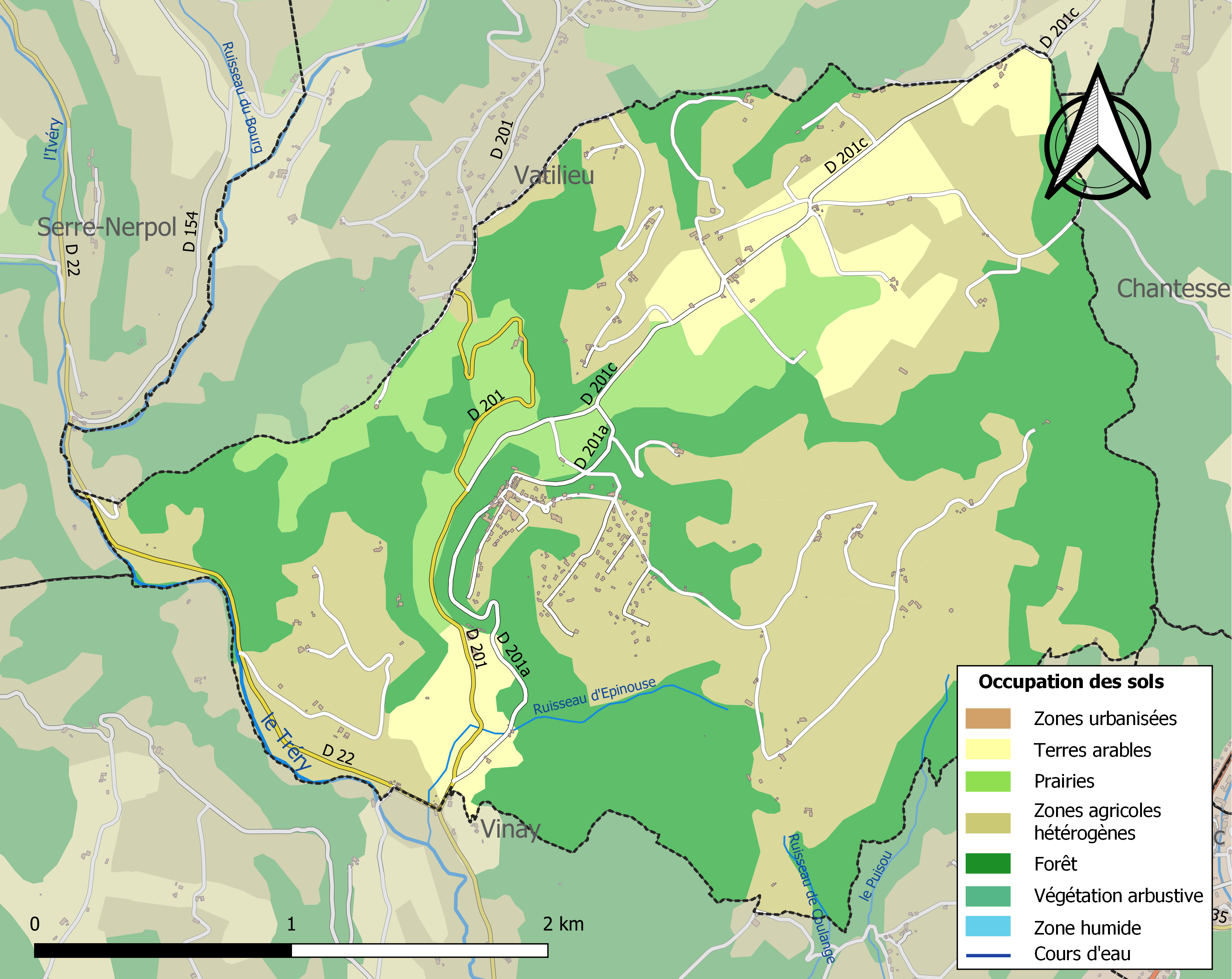
Carte des infrastructures et de l'occupation des sols de la commune en 2018 (CLC).

### Risques naturels et technologiques

#### Risques sismiques
La totalité du territoire de la commune de Notre-Dame-de-l'Osier est situé en zone de sismicité n°4 (sur une échelle de 1 à 5), en limite de la zone n°3 qui se situe à l'ouest du territoire communal ainsi que pour l'ensemble du département de l'Isère.
| Type de zone | Niveau            | Définitions (bâtiment à risque normal) |
| ------------ | ----------------- | -------------------------------------- |
| Zone 4       | Sismicité moyenne | accélération = 1,6 m/s2                |

## Histoire
Pour un article plus général, voir Histoire de l'Isère.

### Moyen Âge et Temps Modernes
Le jeudi 25 mars 1649 (jour de l'Annonciation), Pierre Port-Combet s'en va tailler ses armariniers (osiers). Soudain, il est recouvert de sang mais, apparemment, il ne s'est pas blessé. Il s'aperçoit que le sang coule des branches d'osier qu'il vient de tailler. La nouvelle se répand dans la région ; ce mystère attire de nombreuses personnes qui viennent voir l'osier miraculeux, devenu source de dévotion. Le « miracle de l'Osier » fait l'objet d'une enquête et d'un procès civil, ainsi que d'une enquête canonique de la part de l’Église. L’Église a reconnu comme un « miracle » cet événement,. Quelques années plus tard, le hameau « des Plantés », dépendant de la commune Vinay, subit un changement de toponymie du fait du nouvel usage mis en place pour évoquer cet événement.
Le 19 septembre 1657, ce même Pierre Port-Combet laboure son champ quand apparaît une belle dame. Celle-ci lui demande de changer de vie et de quitter son état de protestant pour celui de catholique. Cette rencontre aboutit à la conversion du paysan au terme de sa vie, convaincu qu'il a aperçu la Vierge qui lui a donné la grâce. Cet événement, rapporté par une déclaration de son épouse 29 ans après les faits n'a pas fait l'objet d'une étude canonique de l’Église catholique,.
La particularité de ces événements (apparition et miracle de l'Osier) est que le voyant est un protestant convaincu, ce qui est un cas très rare d'apparition mariale à un « non-catholique ». Le voyant se convertira au catholicisme plusieurs mois après l'apparition mariale, et sur son lit de mort (sept jours avant sa mort),. Le sanctuaire intègre une chapelle dédiée à cette apparition, et fait une large part à ce récit d'apparition.
À cette époque le hameau les Plantés compte une vingtaine d'habitants.

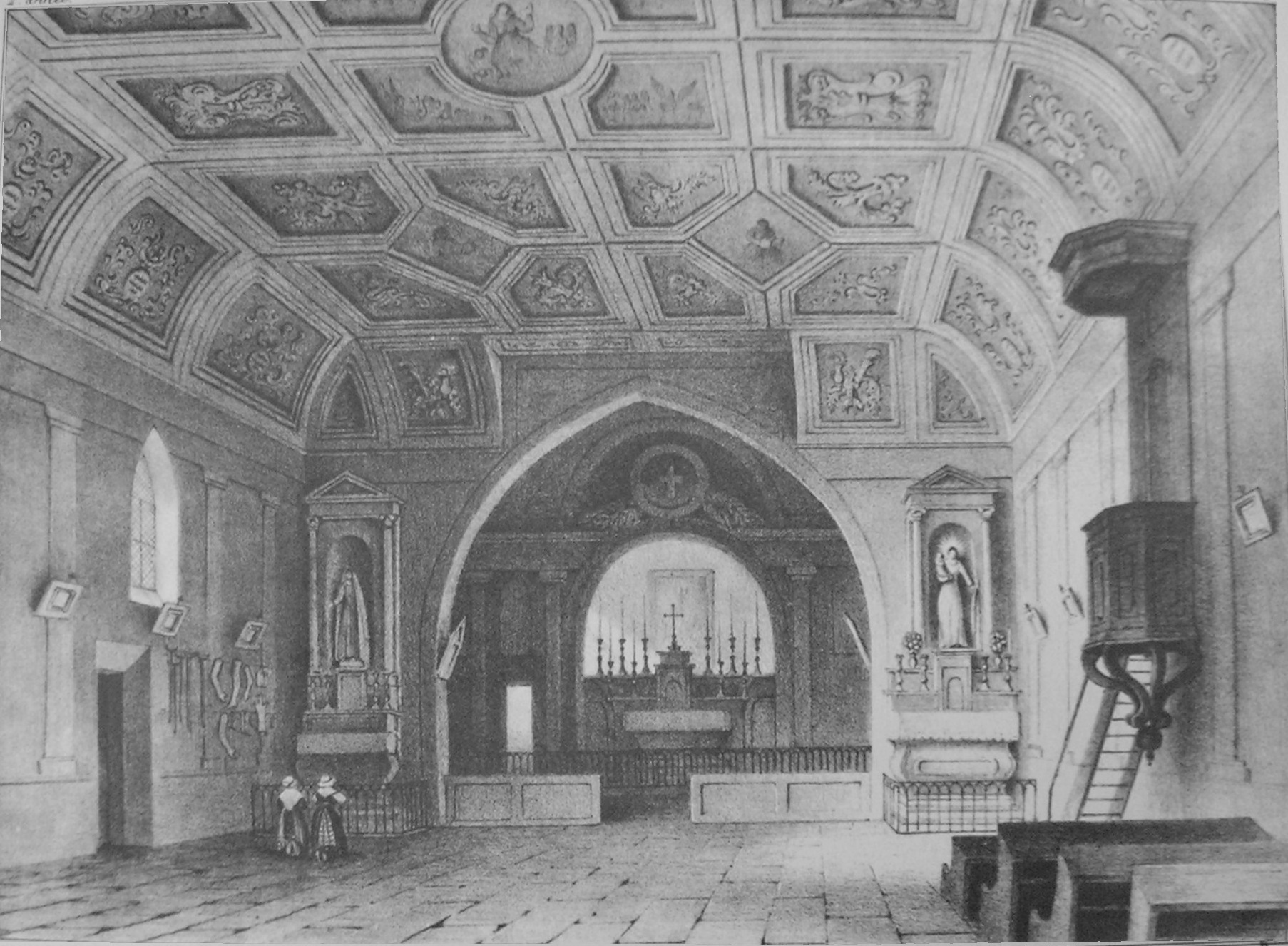
Sanctuaire de Notre-Dame-de-l'Osier au XIXe siècle, illustré par Alexandre Debelle (1805-1897).

L'apparition de la Vierge en 1657 est colportée bien au-delà des frontières du Dauphiné et fit de l'Osier une terre de prédilection. Les miracles se succèdent au rythme des pèlerinages.
Le village aura été dans un premier temps occupé par des prêtres au comportement peu digne de l'église. Ils resteront pour l'histoire « les malandrins de l'Ozier » (avec un z à l'époque).
Ils furent heureusement remplacés en 1664 par des religieux Augustins venus de Vinay puis en 1834 par les Oblats de Marie-Immaculée jusqu'en 1997 date de leur départ du sanctuaire,.

### Époque contemporaine

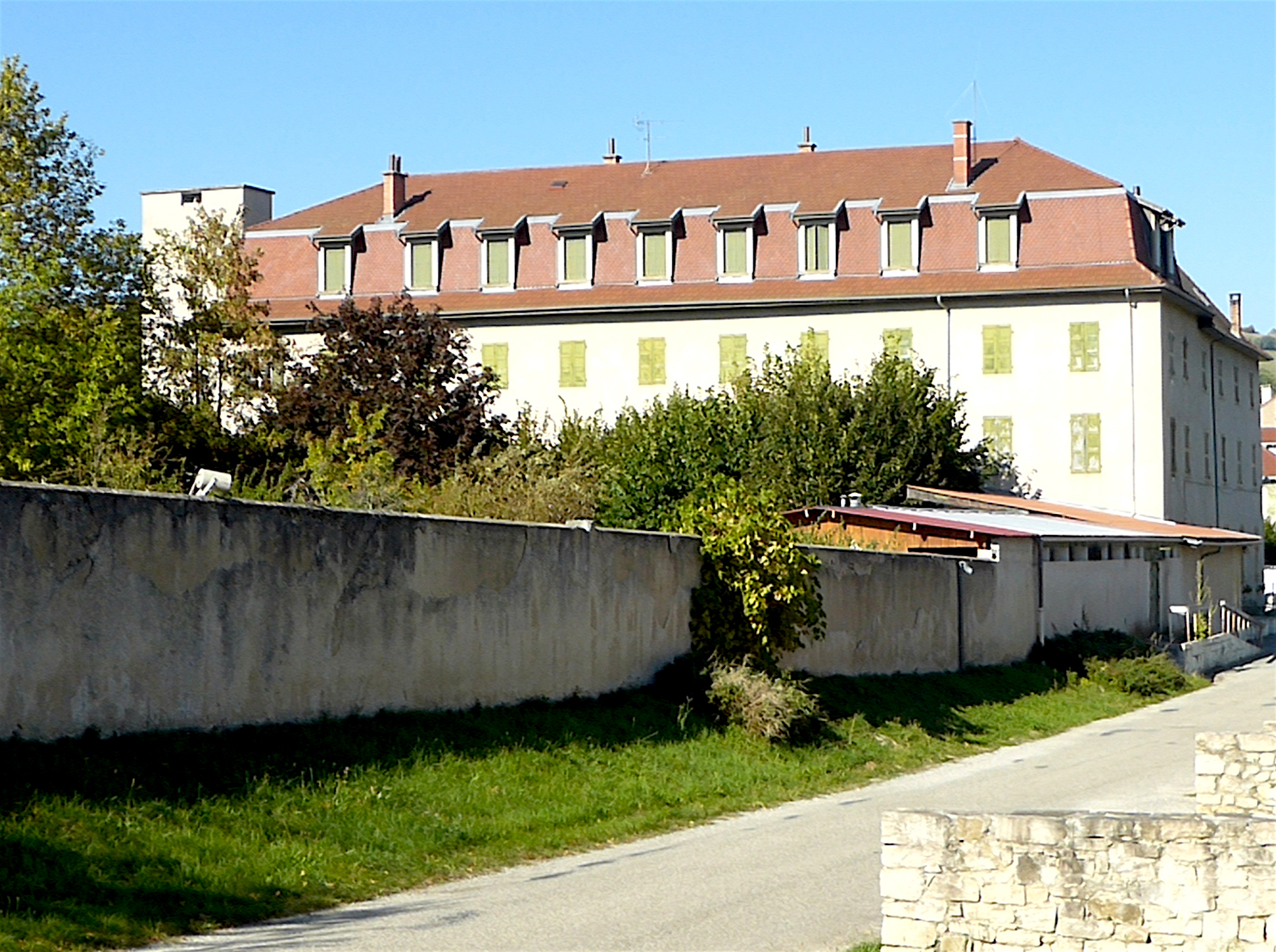
Maison des Oblats de Marie-Immaculée.

Le 4 septembre 1869, le village devient une commune indépendante de Vinay et ne cesse de se développer.
Si dans la période où l'activité religieuse était faste on ne comptait pas moins de 11 pensions, il ne reste aujourd'hui plus qu'un seul restaurant, « l'Oseraie », qui méritait le détour avec ses traditionnelles cuisses de grenouilles. Il a fermé en 2011 pour cause de changement de propriétaire.

## Politique et administration

### Liste des maires
| Période                                  | Période   | Identité            | Étiquette | Qualité     |
| ---------------------------------------- | --------- | ------------------- | --------- | ----------- |
| mars 2001                                | juin 2006 | Pierre Faure        | SE        |             |
| juin 2006                                | En cours  | Alex Brichet-Billet | DVG       | Agriculteur |
| Les données manquantes sont à compléter. |           |                     |           |             |

## Population et société

### Démographie
L'évolution du nombre d'habitants est connue à travers les recensements de la population effectués dans la commune depuis 1872. Pour les communes de moins de 10 000 habitants, une enquête de recensement portant sur toute la population est réalisée tous les cinq ans, les populations de référence des années intermédiaires étant quant à elles estimées par interpolation ou extrapolation. Pour la commune, le premier recensement exhaustif entrant dans le cadre du nouveau dispositif a été réalisé en 2007.

En 2022, la commune comptait 523 habitants, en évolution de +7,84 % par rapport à 2016 (Isère : +3,07 %, France hors Mayotte : +2,11 %).
| 1872 | 1876 | 1881 | 1886 | 1891 | 1896 | 1901 | 1906 | 1911 |
| ---- | ---- | ---- | ---- | ---- | ---- | ---- | ---- | ---- |
| 585  | 593  | 567  | 537  | 530  | 536  | 542  | 449  | 415  |

| 1921 | 1926 | 1931 | 1936 | 1946 | 1954 | 1962 | 1968 | 1975 |
| ---- | ---- | ---- | ---- | ---- | ---- | ---- | ---- | ---- |
| 346  | 363  | 350  | 352  | 317  | 269  | 253  | 282  | 334  |

| 1982 | 1990 | 1999 | 2006 | 2007 | 2012 | 2017 | 2022 | - |
| ---- | ---- | ---- | ---- | ---- | ---- | ---- | ---- | - |
| 310  | 313  | 393  | 490  | 504  | 480  | 492  | 523  | - |

### Enseignement
La commune est rattachée à l'académie de Grenoble.

### Cultes
La communauté catholique et l'église de Notre-Dame-de-l'Osier (propriété de la commune) sont rattachées à la paroisse Saint-Joseph-des-deux-rives, elle-même rattachée au diocèse de Grenoble-Vienne.

## Économie
L'économie de la région de Notre-Dame-de-l'Osier repose essentiellement sur l'agriculture. La culture des noyers fait la renommée de la noix de Grenoble.

## Culture locale et patrimoine

### Lieux et monuments

#### Château Dampierre
Le château est situé sur la route de Cras à Notre-Dame-de-l'Osier, à la limite communale de Vatilieu. Selon la tradition, il a été fondé par le connétable de Lesdiguières.

#### Basilique de Notre-Dame-de-l'Osier

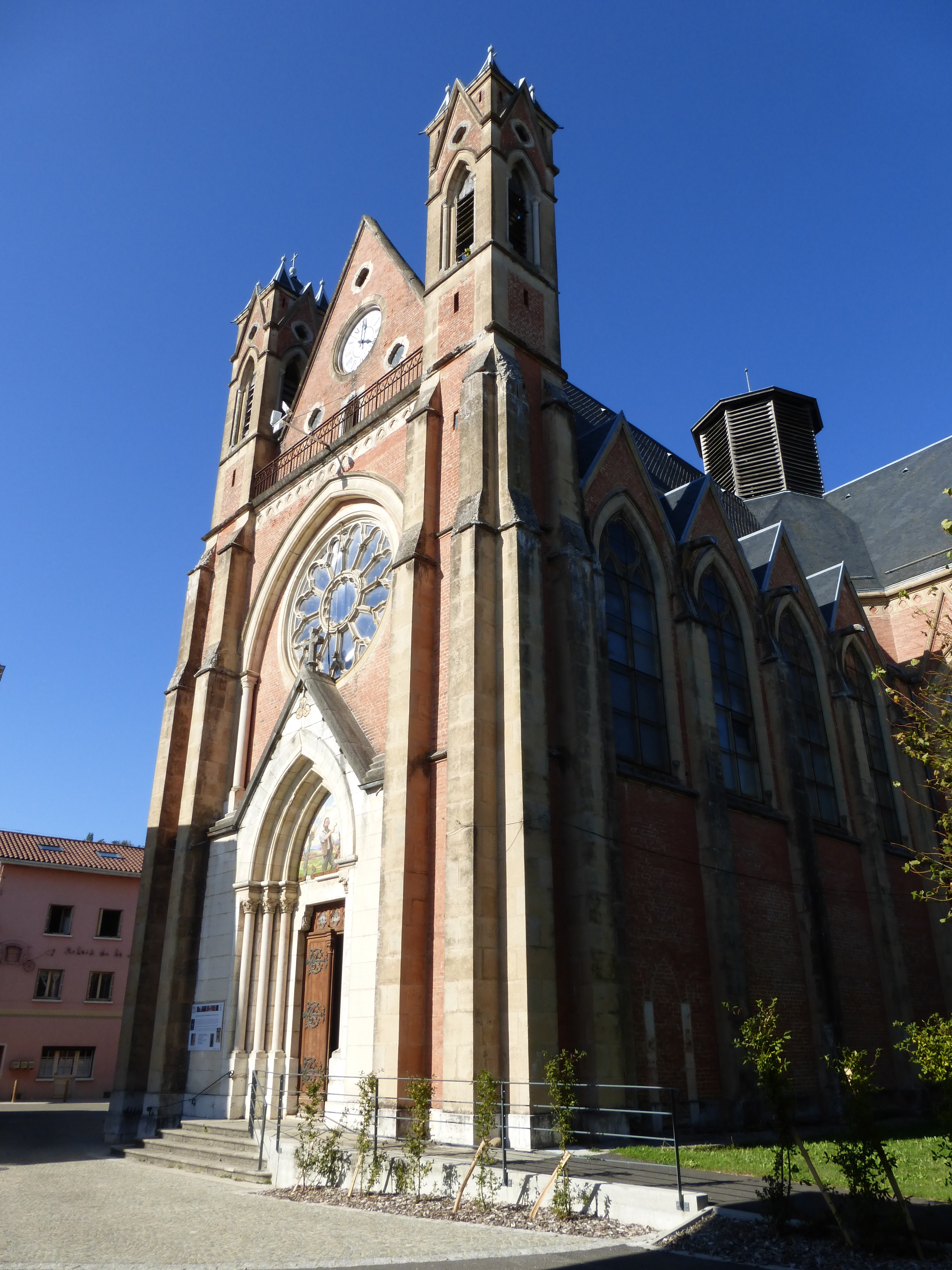
La Basilique.

La première pierre de l'église de Notre-Dame de l'Osier est posée le 17 mai 1858 et sa construction durera 10 ans, selon les plans d'Alfred Berruyer. Inaugurée en 1868, elle est consacrée le 8 septembre 1873 en présence de l'évêque de Grenoble et devient basilique mineure par décret du pape Pie XI du 9 septembre 1924.
Elle ne sera jamais complètement terminée et restera sans les flèches de ses clochetons et sans le campanile qui, sur sa droite, devait supporter les cloches. Gravures et vitrail central du chœur témoignent de ce qu'elle aurait dû être.
À l'intérieur, se trouvent une relique de l'osier sanglant et des morceaux de la charrue de Pierre.
Un projet est en cours pour l'avenir du monument religieux. Une association a été créée en juillet 2010 pour restaurer et mettre en sécurité la Basilique, en partenariat avec la municipalité, propriétaire, la paroisse et le diocèse de Grenoble-Vienne, affectataires. Les premiers travaux concerneront la restauration des vitraux, notamment ceux du transept nord (côté place) et la rosace au-dessus de la porte d’entrée.

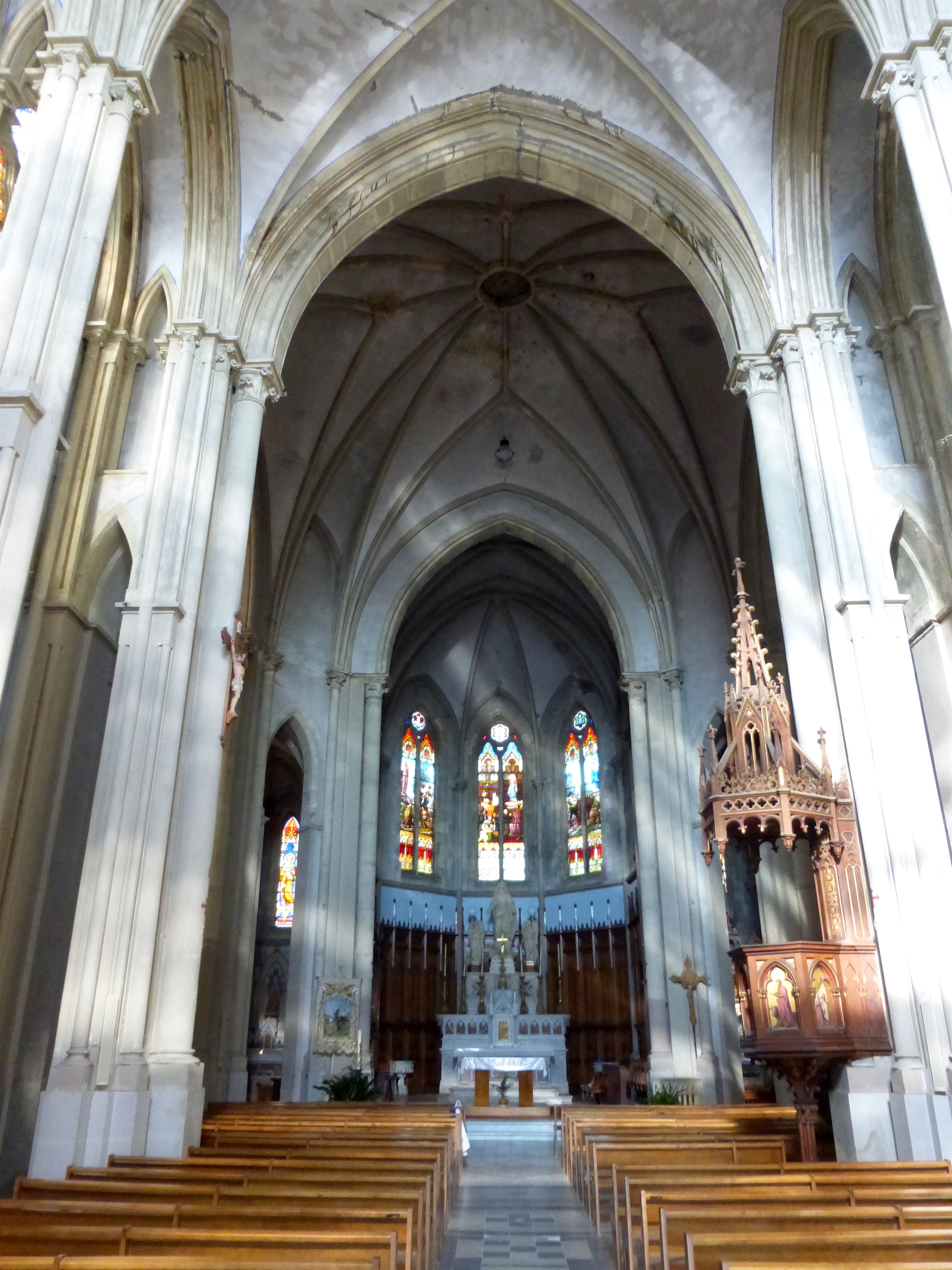
L'intérieur de la Basilique.
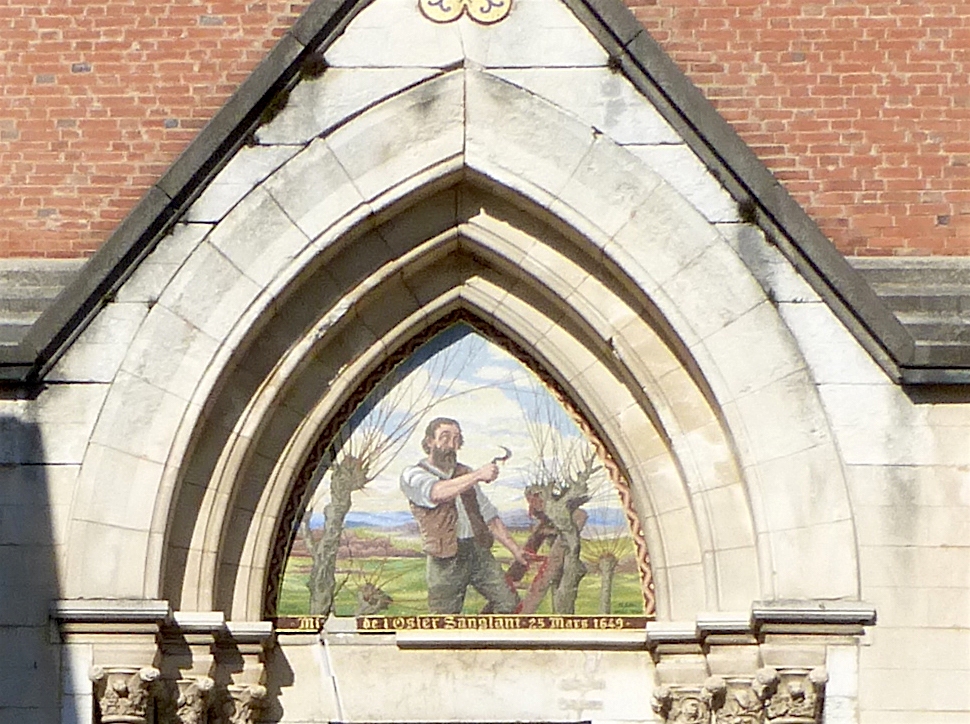
Le portail d'entrée de la Basilique.
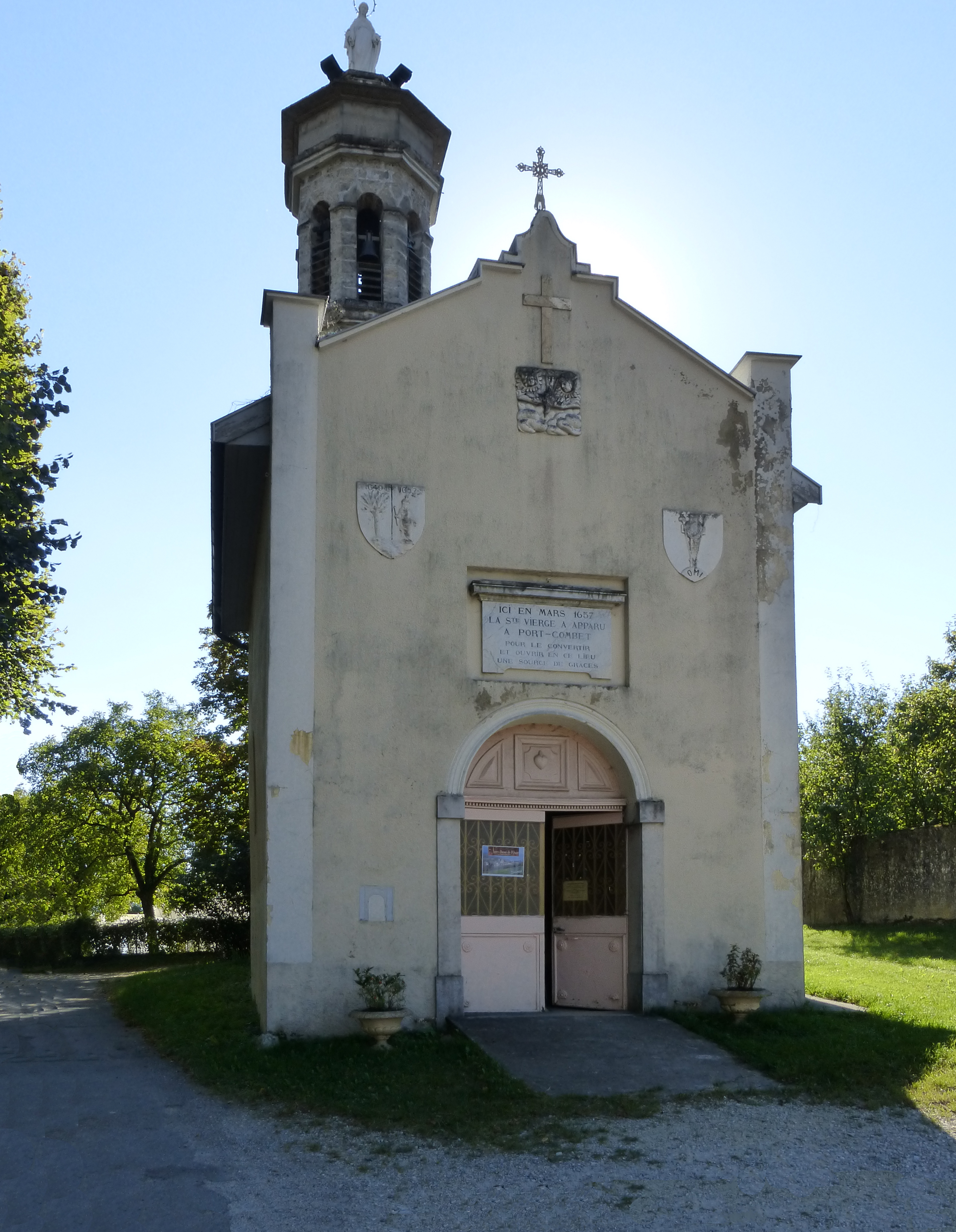
La Chapelle de Bon Rencontre, construite sur le lieu de l'apparition de la Vierge.
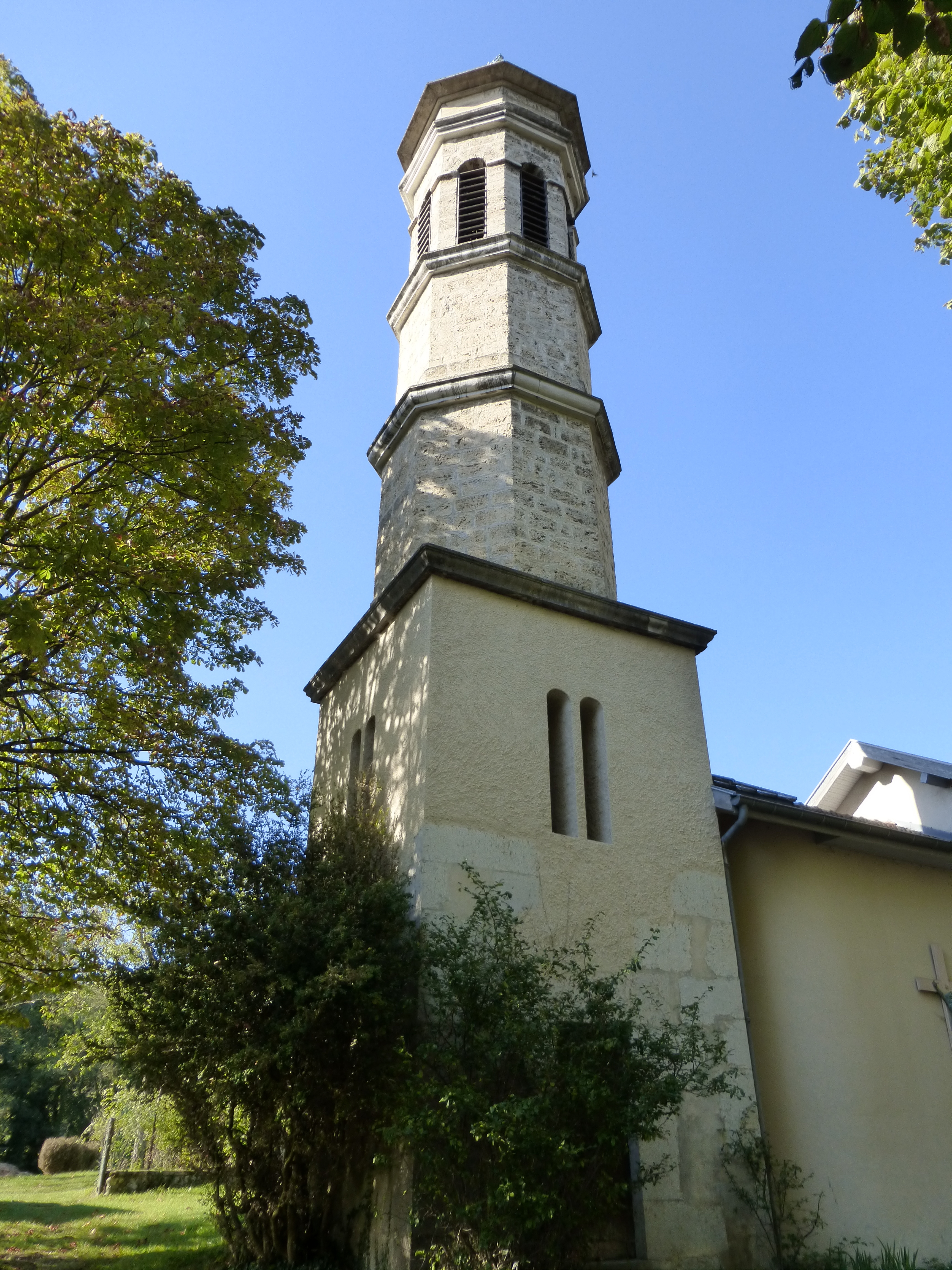
Le clocher de la Chapelle de Bon Rencontre.